# Енцелад (спътник)
 Тази статия е за спътника.  За гиганта вижте Енкелад.  
Енцелад е естествен спътник на Сатурн открит през 1789 г. от английския астроном Уилям Хершел. Изследван е от апарата Касини-Хюйгенс през 2004 г. и 2005 г.

## Наименование
Енцелад е наречен на името на един от гигантите от древногръцката митология Енкелад, затрупан от Зевс с вулкана Етна. Познат също като Сатурн 2.
Името „Енцелад“, както и имената на всичките тогава познати спътници (общо седем) са предложени от сина на У. Хершел – Джон Хершел – в публикация, излязла през 1847 г. – „Results of Astronomical Observations made at the Cape of Good Hope“ (Резултати от астрономическите наблюдения, направени на нос Добра Надежда) .

## Физически характеристики

### Атмосфера
През март 2005 г. НАСА разкри, че магнитометърът на апарата Касини е регистрирал отклонения в магнитното поле на Енцелад, които могат да бъдат обяснени единствено с наличието на атмосфера, вероятно състояща се от йонизирана водна пара. Понеже гравитацията на спътника е малка и не може да задържи задълго каквато и да е атмосфера, газовете вероятно се възстановяват от вътрешни източници, като вулкани и гейзери (виж тези страници за повече информация:  Архив на оригинала от 2005-04-03 в Wayback Machine.    ).
Въпреки че атмосферата на Енцелад е много по-плътна от тези на останалите спътници, изградени предимно от лед, нейното налягане е около 1012 пъти по-ниско от земното.

### Повърхност
Повърхността на Енцелад се състои от райони, покрити с кратери, сравнително гладки равнини и линейни разломи и хребети. За част от повърхността се смята, че е на по-малко от 100 милиона години, сочещо за наличието на криовулканизъм. Като цяло повърхността е покрита с чист лед с много малко примеси. В резултат на това видимото албедо на Енцелад е най-високото измежду всички тела в Слънчевата система – 0,99. Поради високото отражение на светлина неговата температура е едва -201 °C.
Спътникът е твърде малък, за да може вътрешността му да бъде нагрята от радиоактивен разпад. Енцелад е в 1:2 орбитален резонанс с Диона, по начин подобен на Йо и Европа. За приливните сили на Диона обаче се счита че са недостатъчни, за да разтопят леда във вътрешността на спътника. Геологични образувания на повърхността на Енцелад сочат наличието на скорошна активност. Някои от тях са подобни на тези на Европа и се спекулира, че е възможно под ледената кора на Енцелад да се крие океан.
Вулканичната и гейзерна активност на Енцелад вероятно е източник на материала, образуващ тънкия E пръстен на Сатурн. Според друга теория, пръстенът е образуван вследствие на сблъсъци на космически прах с повърхността на спътниците в сатурновата система.
Учените официално разпознават следните геологически образувания по повърхността на Енцелад:
- Кратери
- Fossae (канали, ровове)
- Planitia (равнини)
- Sulci (дълги паралелно разположени вдлъбнатини)